# Статика споруд
Ста́тика спору́д (англ. structural statics) — розділ будівельної механіки, що розглядає методи розрахунку споруд на міцність, жорсткість та стійкість при статичному навантаженні. Ґрунтується на законах статики. Оскільки величина, напрям дії і місце прикладання статичного навантаження змінюються незначно, у розрахунках їх уважають незалежними від часу, а силами інерції, зумовленими дією цього навантаження, нехтують.

## Основні вимоги, що ставляться до споруд
До будь-якої споруди ставляться такі головні вимоги:
1. Нерухомість відносно основи та незмінюваність наданої геометричної форми протягом усього терміну служби.
2. Міцність, жорсткість, стійкість. Міцність і стійкість гарантують безпеку експлуатації споруди, а достатня жорсткість обмежує деформацію його в таких межах, які не перешкоджають нормальним умовам експлуатації.
3. Економічність. Економічність споруд визначається найменшими витратами коштів на матеріали і зведення споруди.

## Основні завдання статики споруд
Для виконання основних вимог, що ставляться до споруд основними завданнями статики споруд є:
1. Установлення законів утворення найвигідніших форм споруд, тобто таких форм, які задовольняють вищезгаданим вимогам.
2. Визначення внутрішніх зусиль у різних перетинах елементів споруд і виконання розрахунків для підбору і перевірки їх розмірів. Однак у статиці споруд, як правило, ці розрахунки самостійно не розглядаються; передбачається, що вони відомі з курсу «Опір матеріалів».
3. Вивчення пружних переміщень, що виникають у споруді під дією зовнішніх впливів.
4. Дослідження стійкості споруд.

Статика споруд — наука прикладна, вона вивчає сучасні методи розрахунку споруд і сприяє економнішому витрачанню матеріалів і фінансових ресурсів.

## Види статичних навантажень
Статичне навантаження буває нерухоме (наприклад, зовнішні задані сили, температурна дія) та рухоме (наприклад, переміщення транспортних засобів по споруді). Вплив рухомого навантаження оцінюють по так званих лініях впливу, що являють собою графічне зображення закону зміни якого-небудь чинника (наприклад, внутрішніх зусиль) у заданому елементі споруди при переміщуванні одиничного навантаження вздовж усієї споруди.

## Основні допущення
Основні допущення, що вводяться в статику споруд для розрахунку пружних систем, ті ж, що і в опорі матеріалів, з тією лише різницею, що вони стосуються не окремого елемента, а всієї споруди в цілому.
1. У визначених межах навантаження матеріал споруди характеризується досконалою пружністю, тобто після припинення дії навантаження деформація повністю зникає.
2. Переміщення точок споруди, обумовлені її пружними деформаціями, дуже малі порівняно з розмірами самої споруди. З цього припущення випливає, що зміни в розташуванні сил, що відбуваються при деформації споруди, можна не враховувати при складанні рівнянь рівноваги (при визначенні реакцій в'язей), а також при визначенні внутрішніх сил. Це положення іноді називають принципом початкових розмірів.
3. Переміщення точок пружно здеформованої споруди в певних межах навантаження є прямо пропорційним до сил, що викликають ці переміщення.
4. Справедливим є принцип незалежності дії сил: результат дії на споруду групи сил не залежить від послідовності навантаження ними споруди і дорівнює сумі результатів дії кожної з сил окремо. Під результатом дії сил залежно від конкретного завдання можуть розумітися переміщення тієї чи іншої точки споруди, величина внутрішнього зусилля тощо.

## Розрахункова схема споруди
Значна увага в статиці споруд приділяється розрахунковим схемам, якими враховується сумісна дія основи споруди, фундаменту і власне споруди.
Більшість споруд містить складні з'єднання елементів, з яких вони складаються. Розрахунок такої споруди, як єдиного цілого, виявляється вельми складним. Для розрахунку вдаються до спрощень, свідомо відмовляючись від цілої низки порівняно незначних факторів, і оперують спрощеними схемами споруд, що носять назву «розрахункові схеми». Розрахункові схеми є спрощеним зображенням дійсної споруди. Розрахункова схема повинна дозволяти зробити розрахунок споруди за ступенем складності прийнятним практично й, у той же час, повинна забезпечити розрахункові достатню достовірність і точність.

## Методи статичного розрахунку споруд
Залежно від методу розрахунку розрізняють статично визначувані споруди і статично невизначувані. Для розрахунку перших достатньо лише рівнянь рівноваги статики. Другі ж можуть бути розраховані лише за допомогою додаткових (до рівнянь рівноваги статики) рівнянь, що враховують деформацію споруди.